# Zarównie
Zarównie est une localité polonaise de la gmina de Padew Narodowa, située dans le powiat de Mielec en voïvodie des Basses-Carpates.